# 아카다 쇼고
아카다 쇼고(일본어: 赤田 将吾, 1980년 9월 1일 ~ )는 일본의 전 프로 야구 선수이며, 현재 퍼시픽 리그인 사이타마 세이부 라이온스의 2군 외야 수비 주루 코치이다.

## 인물

### 프로 입단 전
가고시마현 소오군 오사키정에서 태어나 출신지인 가고시마 현 오사키 정이 야구보다 소프트볼이 번성했던 시기도 있어 같은 고향 선배인 후쿠도메 고스케와 함께 초등학교 시절에는 소프트볼 선수로 뛰었다. 고등학교 시절에는 주전이 아니었지만 경기 전에 가진 수비 연습 때 아카다의 타구 처리 능력을 보고 있던 프로 야구 팀의 스카우트가 니치난가쿠엔 고등학교의 감독에게 수비의 능숙함을 지적했는데 주전으로 기용하게 되었다고 한다.
니치난가쿠엔 고등학교를 거쳐 1998년 프로 야구 드래프트 회의에서 세이부 라이온스로부터 2순위 지명을 받고 입단해 아카다와 함께 입단한 마쓰자카 다이스케, 호시노 도모키 등이 있다.

### 세이부 시절

#### 1999년 ~ 2003년
입단 당시에는 내야수(2루수)였으며 고졸 신인이던 1999년 프레시 올스타전에 선발 출전하면서 1군에도 승격, 2년차인 2000년부터는 외야수로 전향했다. 고졸 신인으로서 5개의 도루를 기록하는 등 준족으로서 기대되었지만 타격에서는 기대 이하의 성적을 남겼다.
2001년에는 이스턴 리그 2위에 해당되는 타율 3할 2푼 4리, 3위인 11개의 홈런과 11개의 도루를 기록했다. 준족을 살리기 위해서 원래는 우타자였지만 2002년부터 스위치 히터로 전향, 2군에서는 타율 2할 8푼 8리, 홈런 11개, 도루 6개를 기록하였다.

#### 2004년
오제키 다쓰야의 부진으로 시즌 종반부터는 2번 타자로 출전하는 등 처음으로 규정 타석을 채웠고 사토 도모아키와의 1·2번 콤비로서 높은 출루율(두 명이서 3할 4푼 1리)을 자랑했다. 5년 동안 3개 밖에 때리지 않았던 홈런을 그 해에는 9개를 때려내 펀치력도 보였다. 홋카이도 닛폰햄 파이터스, 후쿠오카 다이에 호크스와의 플레이오프, 주니치 드래건스와의 일본 시리즈에서도 활약하는 등 팀을 12년 만에 일본 시리즈 우승 달성에 큰 기여를 했다.

#### 2005년
2번 타자와 주전 중견수 자리를 차지했고 여름부터 과제를 안고 있던 타격면에서도 변화가 나타나는 등 타율이 급격하게 오르면서 2할 7푼 2리의 타율과 개인 최고 기록인 20개의 도루를 기록했다. 또 자신의 생일(25세)을 맞은 9월 1일에는 공식 홈페이지를 개설했다.

#### 2006년
외야의 층의 두터운 팀내에서 주전 중견수를 차지해 주로 1번이나 9번 타자로서 출전하는 등 견실한 타격을 보여주었고 타율은 개인 최고 기록인 2할 9푼 3리를 기록했다. 또, 리그 최다 타이 기록에 해당되는 3루타 7개(니시오카 쓰요시, 뎃페이, 가와사키 무네노리와 대등함), 팀내 3위(개인 최다)인 25개의 희생타, 3년 연속 두 자릿수 도루를 기록하였다. 그 해에도 여름부터는 컨디션을 끌어올려 교류전 이후의 타율은 3할 대를 넘었다.
6월 9일 교류전인 한신 타이거스전에서 유니폼이 닿지 않았다는 이유로 우에다 히로아키 코치의 유니폼을 착용하여 출장했다. 당시 등번호는 ‘85’번이었고 이 경기에서의 아카다는 상대 투수 시모야나기 쓰요시로부터 좌중간을 가르는 결승 적시 2루타를 때려냈다.

#### 2007년
마쓰자카 다이스케가 보스턴 레드삭스에 이적하면서 마쓰자카에 뒤를 이어 선수회장으로 취임했고 그 해에도 중견수의 주전으로서 기대되었지만 시즌 개막을 앞둔 3월 15일에 오른쪽 허벅지를 다쳐 개막전 엔트리에서 제외되었다. 재활 치료에는 예상 외의 시간이 걸려 시즌 종반인 9월 5일에는 1군에 등록되었고 9월 12일 후쿠오카 소프트뱅크 호크스전에서는 맹타상을 기록해 복귀 후 처음으로 수훈 선수로 선정되었다. 그러나 타율은 1할 6푼 2리에 그쳤다.

#### 2008년
이람 보카치카의 입단과 마쓰사카 겐타에게 포지션을 빼앗기는 등 개막 이후부터 출전 기회를 얻지 못했다. 그러나 보카치카와 마쓰사카의 부진에 의해 4월 이후에는 출전 기회가 많아져 4월 25일 오릭스 버펄로스전에서는 처음으로 끝내기 만루 홈런을 때려내는 등 서서히 타격감을 끌어올렸다. 그러나 5월 1일의 소프트뱅크전에서 혼마 미쓰루가 때린 우중간을 가르는 타구를 쫓아가다가 펜스에 부딪치는 큰 부상을 당해 장기적인 이탈을 피할 수 없게 되었다. 8월에 들어가면서 간신히 1군에 복귀, 9월부터 10월에 걸쳐서 타율 3할 대 이상을 남기는 등 존재감을 나타냈다.
클라이맥스 시리즈에서는 12타수 6안타 1홈런 3타점의 활약으로 팀의 일본 시리즈 진출에 기여하는 역할을 했고 일본 시리즈에서는 고토 다케토시와의 병용이면서 11타수 3안타라는 기록을 남겼다. 아시아 시리즈에서도 출전하여 구단 역사상 최초로 아시아 시리즈 우승을 이끌었다.

#### 2009년
지바 롯데 마린스와의 1차전(지바 마린 스타디움)에 9번·중견수로서 선발 출전하여 당분간은 1군에 합류했지만 타격 부진으로 2군에 내려갔다. 그 후 1군에 다시 승격하면서 대주자나 수비 요원으로 출전하여 57경기에 출전했고 2군에서는 부상자가 속출하고 있는 와중에 6년 만에 2루수와 3루수로서도 출전했다.

### 오릭스 시절

#### 2010년
이듬해 2월 19일, 아베 마사히로와의 맞트레이드로 오릭스 버펄로스에 이적하여 등번호는 아베가 착용하고 있던 4번으로 배정되었다. 오릭스의 이적이 발표되면서 세이부에서의 마지막 인사를 했을 때 별로 자신의 감정을 얼굴에 드러내지 않는 것으로 유명한 와쿠이 히데아키가 끝내 눈물을 흘리자 아카다는 와쿠이에게 위로를 해줬다.
시범 경기에서는 타율 3할 5푼 3리를 남겼고 2번·우익수로서 개막전에 선발 출전했다. 그러나 4월 20일 닛폰햄전에서는 브라이언 울프로부터 오릭스 이적 후 처음으로 끝내기 안타를 날렸지만 개막 직후에는 타율이 좀처럼 오르지 않았다. 한편으로는 4월 10일 도호쿠 라쿠텐 골든이글스전에서 처음으로 2타석 연속 홈런을 때려냈고 5월 18일의 히로시마 도요 카프전에서는 4회말에 아오키 다카히로로부터 오른쪽 타석에서, 7회말에 다케우치 히사시로부터 왼쪽 타석에서 홈런을 때려내는 등 자신으로서는 처음으로 양쪽 타석에서 홈런을 기록하는 쾌거를 이뤄 2004년에 개인 최다 기록인 9개 홈런에 육박하는 기세로 홈런을 때려냈다.
그러나 양쪽 타석에서 홈런을 기록한 이후에는 타율이 떨어지자 6월 10일에는 등록이 말소되었고 그 후 1군과 2군을 오가는 등 최종적으로 타율 2할 1푼 7리, 홈런 8개, 34타점을 남기며 시즌을 마쳤다. 참고로 4월 4일 지바 롯데전에서는 우완 투수 오노 신고로부터 6년 만에 왼쪽 타석에서의 홈런을 기록했다.

#### 2011년
춘계 스프링 캠프에서 왼쪽 무릎 부상으로 인해 출발이 늦어졌지만 6월 14일에는 1군에 등록되었다. 7월 5일의 라쿠텐전에서는 라이언 스피어로부터 끝내기 안타를 때려냈고 같은 달 2일에는 스즈키 후미히로, 3일 아라카네 히사오에 이어 구단 역사상 최초로 3경기 연속 끝내기 승리 기록을 수립시켰다. 이후에는 타격감을 끌어올리면서 주로 7번 타자로 활약하였다. 참고로 그 해의 라쿠텐전에서는 8월 9일에 대럴 래스너로부터, 9월 15일에 고야마 신이치로로부터도 모두 10회말에 끝내기 안타를 때려내고 있어 라쿠텐전에서만 3차례의 끝내기 안타를 날렸다. 최종적으로는 77경기에 출전하여 규정 타석에는 채우지 못했지만 타율 3할 5리를 기록했다.
7월 10일에는 국내 FA권을 취득했지만 시즌 종료 후 FA를 행사하지 않고 2년 재계약을 맺어 등번호를 7번으로 변경했다.

## 상세 정보

### 출신 학교
- 니치난가쿠엔 고등학교

### 선수 경력
- 세이부 라이온스·사이타마 세이부 라이온스(1999년 ~ 2009년)
- 오릭스 버펄로스(2010년 ~ 2012년)
- 홋카이도 닛폰햄 파이터스(2013년 ~ 2014년)

### 코치 경력
- 사이타마 세이부 라이온스 2군 육성 코치(2015년 ~ 2017년)
- 사이타마 세이부 라이온스 2군 타격 및 외야 수비 주루코치(2018년)
- 사이타마 세이부 라이온스 1군 타격 코치(2019년 ~ 2021년)
- 사이타마 세이부 라이온스 2군 외야 수비 주루 코치(2022년 ~ )

### 수상·타이틀 경력
- JA 전농 Go·Go상 : 1회(Go Spikes상 : 2003년 4월)

### 개인 기록
- 첫 출장·첫 선발 출장 : 1999년 8월 20일, 대 오릭스 블루웨이브 20차전(세이부 돔), 1번·지명 타자로서 선발 출장
- 첫 안타 : 상동, 5회말에 에비스 노부유키로부터 유격 내야 안타
- 첫 도루 : 상동, 5회말에 2루 안착(투수 : 에비스 노부유키, 포수 : 히다카 다케시)
- 첫 타점 : 1999년 8월 21일, 대 오릭스 블루웨이브 21차전(세이부 돔), 6회말에 가네다 마사히코로부터 중전 2점 적시타
- 첫 홈런 : 2000년 4월 21일, 대 닛폰햄 파이터스 3차전(도쿄 돔), 8회초에 오제키 다쓰야의 대타로 출장, 시모야나기 쓰요시로부터 좌월 2점 홈런

### 등번호
- 9(1999년 ~ 2009년)
- 4(2010년 ~ 2011년)
- 7(2012년)
- 10(2013년 ~ 2014년)
- 77(2015년 ~ 2018년)
- 86(2019년 ~ )

### 연도별 타격 성적
| 연 도      | 소 속      | 경 기 | 타 석 | 타 수 | 득 점 | 안 타 | 2 루 타 | 3 루 타 | 홈 런 | 루 타 | 타 점 | 도 루 | 도 루 자 | 희 생 번 | 희 생 플 | 볼 넷 | 고 4 | 사 구 | 삼 진 | 병 살 타 | 타 율 | 출 루 율 | 장 타 율 | O P S |
| ---------- | ---------- | ----- | ----- | ----- | ----- | ----- | ------- | ------- | ----- | ----- | ----- | ----- | -------- | -------- | -------- | ----- | ---- | ----- | ----- | -------- | ----- | -------- | -------- | ----- |
| 1999년     | 세이부     | 13    | 50    | 49    | 7     | 14    | 2       | 0       | 0     | 16    | 5     | 5     | 1        | 0        | 0        | 0     | 0    | 1     | 9     | 1        | .286  | .300     | .327     | .627  |
| 2000년     | 세이부     | 31    | 79    | 65    | 10    | 10    | 0       | 1       | 1     | 15    | 3     | 2     | 0        | 0        | 0        | 13    | 0    | 1     | 26    | 2        | .154  | .304     | .231     | .535  |
| 2001년     | 세이부     | 17    | 35    | 32    | 2     | 6     | 1       | 0       | 0     | 7     | 2     | 0     | 0        | 0        | 1        | 2     | 0    | 0     | 5     | 1        | .188  | .229     | .219     | .447  |
| 2002년     | 세이부     | 37    | 62    | 57    | 4     | 9     | 1       | 0       | 1     | 13    | 2     | 3     | 1        | 4        | 0        | 1     | 0    | 0     | 17    | 2        | .158  | .172     | .228     | .400  |
| 2003년     | 세이부     | 46    | 94    | 88    | 24    | 22    | 7       | 3       | 1     | 38    | 13    | 4     | 1        | 1        | 0        | 5     | 0    | 0     | 19    | 0        | .250  | .290     | .432     | .722  |
| 2004년     | 세이부     | 122   | 436   | 374   | 68    | 97    | 18      | 2       | 9     | 146   | 41    | 16    | 5        | 15       | 3        | 42    | 1    | 2     | 87    | 3        | .259  | .335     | .390     | .725  |
| 2005년     | 세이부     | 131   | 478   | 427   | 56    | 116   | 19      | 3       | 3     | 150   | 24    | 20    | 6        | 18       | 1        | 30    | 0    | 2     | 93    | 8        | .272  | .322     | .351     | .673  |
| 2006년     | 세이부     | 124   | 518   | 451   | 50    | 132   | 16      | 7       | 2     | 168   | 34    | 16    | 9        | 25       | 4        | 36    | 1    | 2     | 79    | 3        | .293  | .345     | .373     | .717  |
| 2007년     | 세이부     | 20    | 44    | 37    | 6     | 6     | 1       | 0       | 0     | 7     | 2     | 1     | 0        | 1        | 0        | 5     | 0    | 1     | 8     | 0        | .162  | .279     | .189     | .468  |
| 2008년     | 세이부     | 68    | 180   | 160   | 29    | 39    | 7       | 1       | 2     | 54    | 13    | 2     | 1        | 3        | 2        | 14    | 0    | 1     | 37    | 4        | .244  | .305     | .338     | .643  |
| 2009년     | 세이부     | 57    | 88    | 78    | 14    | 16    | 4       | 0       | 0     | 20    | 3     | 1     | 1        | 3        | 1        | 6     | 0    | 0     | 19    | 1        | .205  | .259     | .256     | .515  |
| 2010년     | 오릭스     | 79    | 290   | 253   | 42    | 55    | 8       | 1       | 8     | 89    | 34    | 3     | 1        | 14       | 1        | 22    | 0    | 0     | 66    | 5        | .217  | .279     | .352     | .631  |
| 2011년     | 오릭스     | 77    | 246   | 226   | 17    | 69    | 8       | 1       | 0     | 79    | 17    | 0     | 3        | 2        | 0        | 18    | 0    | 0     | 52    | 3        | .305  | .357     | .350     | .706  |
| 2012년     | 오릭스     | 26    | 76    | 72    | 8     | 10    | 1       | 2       | 1     | 18    | 5     | 1     | 0        | 0        | 0        | 4     | 0    | 0     | 22    | 0        | .139  | .184     | .250     | .434  |
| 2013년     | 닛폰햄     | 57    | 160   | 143   | 16    | 39    | 6       | 0       | 2     | 51    | 12    | 1     | 2        | 1        | 1        | 15    | 0    | 0     | 36    | 1        | .273  | .340     | .357     | .697  |
| 2014년     | 닛폰햄     | 8     | 19    | 13    | 4     | 3     | 0       | 0       | 0     | 3     | 1     | 0     | 0        | 0        | 1        | 5     | 0    | 0     | 3     | 0        | .231  | .421     | .231     | .652  |
| 통산：16년 | 통산：16년 | 913   | 2855  | 2525  | 357   | 643   | 99      | 21      | 30    | 874   | 211   | 75    | 31       | 87       | 15       | 218   | 2    | 10    | 578   | 34       | .255  | .315     | .346     | .663  |

- 2014년 기준, 굵은 글씨는 시즌 최고 성적.

### 연도별 수비 성적
| 연도 | 1루  | 1루  | 1루  | 1루  | 1루  | 1루    | 2루  | 2루  | 2루  | 2루  | 2루  | 2루    | 외야 | 외야 | 외야 | 외야 | 외야 | 외야   |
| 연도 | 경기 | 척살 | 보살 | 실책 | 병살 | 수비율 | 경기 | 척살 | 보살 | 실책 | 병살 | 수비율 | 경기 | 척살 | 보살 | 실책 | 병살 | 수비율 |
| ---- | ---- | ---- | ---- | ---- | ---- | ------ | ---- | ---- | ---- | ---- | ---- | ------ | ---- | ---- | ---- | ---- | ---- | ------ |
| 1999 | -    | -    | -    | -    | -    | -      | 4    | 5    | 13   | 0    | 2    | 1.000  | -    | -    | -    | -    | -    | -      |
| 2000 | 5    | 22   | 3    | 1    | 1    | .962   | 20   | 28   | 26   | 3    | 5    | .947   | -    | -    | -    | -    | -    | -      |
| 2001 | -    | -    | -    | -    | -    | -      | -    | -    | -    | -    | -    | -      | 13   | 21   | 0    | 0    | 0    | 1.000  |
| 2002 | -    | -    | -    | -    | -    | -      | 2    | 0    | 0    | 0    | 0    | ----   | 34   | 36   | 1    | 0    | 0    | 1.000  |
| 2003 | -    | -    | -    | -    | -    | -      | -    | -    | -    | -    | -    | -      | 43   | 49   | 0    | 0    | 0    | 1.000  |
| 2004 | -    | -    | -    | -    | -    | -      | -    | -    | -    | -    | -    | -      | 114  | 195  | 4    | 2    | 1    | .990   |
| 2005 | -    | -    | -    | -    | -    | -      | -    | -    | -    | -    | -    | -      | 128  | 240  | 3    | 2    | 1    | .992   |
| 2006 | -    | -    | -    | -    | -    | -      | -    | -    | -    | -    | -    | -      | 122  | 254  | 10   | 2    | 4    | .992   |
| 2007 | -    | -    | -    | -    | -    | -      | -    | -    | -    | -    | -    | -      | 15   | 21   | 1    | 0    | 0    | 1.000  |
| 2008 | -    | -    | -    | -    | -    | -      | -    | -    | -    | -    | -    | -      | 57   | 94   | 3    | 0    | 0    | 1.000  |
| 2009 | -    | -    | -    | -    | -    | -      | -    | -    | -    | -    | -    | -      | 42   | 49   | 1    | 0    | 0    | 1.000  |
| 2010 | -    | -    | -    | -    | -    | -      | -    | -    | -    | -    | -    | -      | 69   | 112  | 3    | 2    | 0    | .983   |
| 2011 | -    | -    | -    | -    | -    | -      | -    | -    | -    | -    | -    | -      | 45   | 59   | 1    | 0    | 0    | 1.000  |
| 2012 | -    | -    | -    | -    | -    | -      | -    | -    | -    | -    | -    | -      | 15   | 28   | 1    | 0    | 0    | 1.000  |
| 통산 | 5    | 22   | 3    | 1    | 1    | .962   | 26   | 33   | 39   | 3    | 7    | .960   | 697  | 1158 | 28   | 8    | 6    | .993   |